# Phoenicophorium borsigianum
Phoenicophorium es un género monotípico  con una única especie: Phoenicophorium borsigianum,  perteneciente a la familia  de las palmeras (Arecaceae).  

## Distribución
Es una palma originaria de las Islas Seychelles.

## Descripción
Es monocaule y alcanza hasta los 15 m de altura con solo unos 10 cm de diámetro. Los ejemplares jóvenes pueden presentar espinas negras y largas, no tiene capitel, sus hojas son simples es decir tienen el limbo entero, y pinnatinervias, los frutos son rojizos.

## Taxonomía
Phoenicophorium borsigianum fue descrito por (K.Koch) Stuntz y publicado en U.S. department of agriculture. Bureau of plant industry. Inventory of seeds and plants imported by the office of foreign seed and plant introduction 31: 88. 1914.
Etimología
Phoenicophorium: nombre genérico que proviene de phoenix = nombre para una "palmera", phorios = "robada", en referencia al hecho de que la planta original de Real Jardín Botánico de Kew que debía haber sido presentada a Wendland, fue robada por otro jardinero alemán.
borsigianum: epíteto
Sinonimia
Los siguientes nombres se consideran sinónimos de Phoenicophorium borsigianum:
- Astrocaryum borsigianum K.Koch (1859).
- Phoenicophorium sechellarum H.Wendl. (1865), nom. superfl.
- Areca sechellarum (H.Wendl.) Baill. (1895), nom. superfl.
- Astrocaryum sechellarum (H.Wendl.) Baill. (1895), nom. superfl.
- Stevensonia borsigiana (K.Koch) L.H.Bailey (1930).
- Astrocaryum pictum Balf.f. in J.G.Baker (1877).
- Stevensonia grandifolia Duncan ex Balf.f. in J.G.Baker (1877).